# Hela (Schiff, 1854)
Die Hela war ein Kriegsschiff der preußischen und norddeutschen Marine. Sie war das Typschiff der nach ihr benannten Hela-Klasse, zu der noch die nicht ganz baugleiche Frauenlob gehörte. Die Hela war bis 1870 vor allem als Schulschiff im Einsatz.

## Geschichte
Nach Ausbruch des Krieges gegen Dänemark infolge der Schleswig-Holsteinischen Erhebung kam durch die dänische Blockade in kurzer Zeit der deutsche Küstenhandel zum Erliegen. Eine deutsche Marine, die den dänischen Schiffen hätte entgegentreten können, gab es nicht. Dieser Umstand führte nicht nur zur Bildung der Reichsflotte durch die Frankfurter Nationalversammlung, sondern auch zum Entstehen verschiedener „Comitées“, die Spenden für den Kauf oder Neubau von Kriegsschiffen sammelten. Der Berliner Großkaufmann Wollheim schlug vor, dass alle Urwähler in Preußen je einen Silbergroschen für einen Schiffsneubau spendeten, was eine Gesamtsumme von rund 117.000 Talern ergeben hätte. Damit wäre die Anschaffung eines „Kriegsdampfers“ möglich gewesen. Wollheim verband mit der in Aussicht gestellten Summe die Forderung, dass der Neubau zu Ehren der Spender den Namen Der Preußische Urwähler erhielt, was Friedrich Wilhelm IV. am 12. Januar 1849 in einer Kabinettsorder akzeptierte. Die tatsächlichen Einnahmen des mit der Wahl zur Nationalversammlung gestarteten Spendenaufrufs blieben weit hinter den Erwartungen zurück, und auch eine Wiederholung zur Wahl des Erfurter Unionsparlaments erbrachte nur wenig. Insgesamt konnte Wollheim 28.113 Taler sammeln, zu denen das Danziger „Flotten-Comitée“ weitere 4.505 Taler unter der Bedingung beisteuerte, dass das Schiff in Danzig gebaut wurde. Nach Baubeginn gab schließlich auch das Kolberger „Comitée“ seine gesammelten Spenden zum Bauetat hinzu, wovon Rudereinrichtung und Schiffsglocke bezahlt wurden. Damit standen insgesamt etwa 36.000 Taler an Spenden und angefallener Zinsen für den Bau bereit.
Noch bevor die Finanzierung abschließend geklärt war, beauftragte das preußische Kriegsministerium das Marine-Depot in Danzig damit, den Bau vorzubereiten. In der Folge erstellte die Danziger Werft J. W. Klawitter die technischen Unterlagen für den Neubau. Als bis 1852 klar war, dass die erhofften Geldmittel weit hinter den Erwartungen zurückblieben, wurde das Bauvorhaben zugunsten eines Kriegsschoners geändert, wie er mit der Frauenlob bereits seit dem Vorjahr bei der Wolgaster Werft Lübke auf Stapel lag. Die zu den Gesamtbaukosten von rund 46.000 Talern fehlende Summe von 10.000 Talern bezuschusste das Kriegsministerium, nachdem Wollheim auf die ursprüngliche Namensforderung verzichtete. Der Schoner erhielt stattdessen durch Kabinettsorder am 16. September 1852 den Namen Hela. Die Baupläne erfuhren durch J. W. Klawitter eine grundlegende Änderung hin zu einem Gaffelschoner, als welcher die Hela auf der Königlichen Werft in Danzig auf Kiel gelegt wurde. Während des Baus erfolgte eine weitere Änderung der Takelung hin zum Toppsegelschoner.
Die Hela lief am 18. Oktober 1853 vom Stapel. Der weitere Ausbau zog sich noch rund ein halbes Jahr hin, bis das Schiff am 20. März 1854 zum ersten Mal in Dienst gestellt werden konnte. In dieser ersten aktiven Zeit, die bis zum Oktober 1854 währte, fand die Hela für die Vermessung des von Preußen vom Großherzogtum Oldenburg erworbenen Jadegebiets Verwendung. Anschließend blieb das Schiff bis zum Frühjahr 1858 in der Reserve liegen. Am 20. März 1858 kam der Schoner wieder in Dienst, um die Besatzung der neuen königlichen Jacht Grille zu deren Übernahme nach Le Havre zu bringen. Bis Anfang Juni verweilte die Hela danach in den Gewässern um England, um bis in den Herbst als Schulschiff für Schiffsjungen in der Ostsee unterwegs zu sein. Diese Aufgabe übernahm der Schoner auch vom 1. April bis zum 1. Oktober des Folgejahres. Im Winter 1859/1860 lag das Schiff an der Königlichen Werft in Danzig, wo es in eine Brigg umgetakelt wurde und eine neue Bewaffnung erhielt. Zudem wurde der Innenausbau geändert, um es wohnlicher zu gestalten. Trotzdem galt die Hela als recht unwohnliches Schiff.
Am 20. Juni 1860 kam die Brigg wieder in den Dienst, um bis zum 30. September Schiffsjungen auszubilden. Im Folgejahr war die Hela wiederum ab dem 20. Juni aktiv und zunächst mit Schiffsjungen und Seekadetten an Bord in der Ostsee unterwegs. Anschließend gehörte sie zu einem kleinen Schiffsverband, der am 3. September 1861 Hamburg besuchte. Von dort aus unternahm das Schiff in der Nordsee Übungen, zum Teil gemeinsam mit der Amazone, und wurde auch für Vermessungen auf der Jade genutzt. Ab dem 18. September machten sich beide Schiffe für eine Übungsfahrt in den Atlantik bereit. Die Hela trat diese am 20. Oktober von Hamburg aus an, nachdem sie dort ihre Ausrüstung ergänzt hatte. Am 4. November erreichte die Brigg Lissabon, wo das Treffen mit der Amazone stattfinden sollte. Diese war zunächst nach Danzig gelaufen, wo kleinere Reparaturen durchgeführt und die an Bord befindlichen Seekadetten ausgetauscht wurden, und hatte am 30. Oktober die Ausreise angetreten. Nach dem Anlaufen von Helsingör als Zwischenhafen wurde die Amazone noch mehrmals in der Nordsee gesichtet, blieb aber nach dem 14. November 1861 verschollen. Die Hela lief daher allein ins Mittelmeer und kehrte im Juni 1862 in heimatliche Gewässer zurück. Bis zu ihrer erneuten Außerdienststellung am 30. September 1862 kreuzte sie in der Ostsee.
Erst am 9. Mai 1867 kam die Hela wieder zur aktiven Verwendung. Bis Ende August war sie in der Ostsee als Schulschiff tätig und wurde schließlich in Kiel außer Dienst gestellt. Dort wurde die Brigg zum Tender des Wachtschiffs bestimmt und seine Bewaffnung zunächst auf vier Glattrohr-Sechspfünder reduziert. Später kamen zwei weitere derartige Geschütze wieder an Bord. Trotz der Verwendung als Tender kam die Hela in den Folgejahren jeweils im Sommer ebenfalls als Schulschiff zum Einsatz. 1869 nahm sie zudem vom 30. August bis zum 10. September an den Manövern der Flotte teil, die in der Form das erste Mal in der westlichen Ostsee stattfanden. Ihre letzte Einsatzzeit begann für die Hela am 7. Juni 1870, als sie erneut für die Schiffsjungenausbildung in Dienst gestellt wurde. Nach Beginn des Krieges gegen Frankreich wurde die Besatzung schon am 18. Juli von der Hela abgezogen. Die Brigg wurde von einem Dampfschiff nach Swinemünde geschleppt und lag dort auf.
Am 28. November 1871 wurde die Hela aus der Liste der Kriegsschiffe gestrichen. Anschließend erfolgte in Danzig ihr Abbruch. Der Großmast der Brigg kam in einen königlichen Park nach Potsdam, um dort den Kindern des Kronprinzen Friedrich als Übungsmast zu dienen.

## Technik
Die Hela besaß einen hölzernen, kraweelbeplankten Rumpf in Querspantbauweise, der zum Schutz mit Kupferplatten beschlagen war. Das Schiff war bis zu 7,85 m breit und insgesamt 32,6 m lang, wobei die Wasserlinie bei einer Konstruktionsverdrängung von 271 t 27,43 m maß. Bei der Maximalverdrängung von 300 t lag die Hela zwischen 2,44 m (vorn) und 3,66 m (achtern) tief im Wasser. Bei Fertigstellung verfügte sie über eine Gaffeltakelung mit 604 m² Segelfläche, die sich beim Umbau zur Brigg auf 539 m² reduzierte. Die Höchstgeschwindigkeit der Hela lag bei 14 kn.
Als Bewaffnung befand sich anfangs lediglich ein kurzes 30-Pfund-Geschütz (Kaliber 16 cm) an Bord. Bei Umbau 1860 wurde dieses durch drei schwere und sechs leichte 24-Pfünder-Geschütze (Kaliber 15 cm) ersetzt.

## Besatzung
Die Besatzung der Hela hatte ursprünglich eine Sollstärke von 45 Mann und setzte sich aus fünf Offizieren und 40 Mannschaften zusammen. Während des Einsatzes als Schulschiff erhöhte sich die Besatzungsstärke deutlich auf bis zu sieben Offiziere und 75 Mannschaften, insgesamt also 82 Mann.

## Kommandanten
| 2. März bis Mai 1854             | Leutnant I. Klasse Schirmacher                     |
| Mai bis Oktober 1854             | Leutnant I. Klasse Hans Kuhn                       |
| 20. März bis 1. November 1858    | Leutnant I. Klasse Franz Kinderling                |
| 1. April bis 1. Oktober 1859     | Leutnant I. Klasse Gustav Klatt                    |
| 20. Mai bis 30. September 1860   | Leutnant I. Klasse Gustav Klatt                    |
| 21. Juni 1861 bis September 1862 | Leutnant I. Klasse / Korvettenkapitän Gustav Klatt |
| September 1862                   | Leutnant II. Klasse Ulffers (in Vertretung)        |
| 9. Mai bis 29. August 1867       | Leutnant zur See Schlenther                        |
| 1. April bis Juli 1868           | Kapitänleutnant Emil von Rabenau                   |
| Juli bis 21. November 1868       | Kapitänleutnant Eduard Knorr                       |
| 3. Mai bis 15. November 1869     | Kapitänleutnant Philipp von Kall                   |
| 7. Juni bis 18. Juli 1870        | Leutnant zur See Friedrich Albrecht                |